# 舞鶴八千代館
舞鶴八千代館（まいづるやちよかん）は、京都府舞鶴市（東舞鶴）にある映画館。シマフィルムによって運営されている。3スクリーンを有する。

## 沿革
- 1938年 – 開館
- 1981年12月20日 - 改築[1]
- 2000年 - 3スクリーン化

## データ
- 所在地 : 京都府舞鶴市浜229
- アクセス : JR舞鶴線・小浜線東舞鶴駅から北に800m
- 座席数
  - スクリーン1 : 540席（1953・1955）、426席（1960）、290席（1964）、224席（1970）、219席（1979・1981）、170席（1981-1993）、156席（2000-）
  - スクリーン2 : 72席（1981-）
  - スクリーン3 : 77席（2000-）
- 運営会社: 関西映興（1953・1955・1960）、舞鶴映興（1964）、東宝関西興行株式会社（1970-1987[2]）、舞鶴映興株式会社（1993-2008）、シマフィルム株式会社（2008-）
- 支配人 : 余部上三（1953）、梅影威郎（1955）、勢馬岩治（1960）、高橋保道（1964）、満田連盟（1970）、前田幸恒（1975-1978[2]）、細田良介（1979）、井上浩三（1981-1985）、細田良介（1987）、野村正男（1993-）

## 歴史
1938年、野村鎌太郎が現在の場所に木造の舞鶴八千代館を創業。初上映作品は『河内山宗俊』（山中貞雄監督）で、当時は1スクリーンで2階席は畳敷きだった。野村は舞鶴八千代館の他に、舞鶴市浜に旭座、舞鶴市中地区に旭キネマ、舞鶴市西地区に旭館を運営していたが、舞鶴八千代館以外の映画館は戦後に順次閉館。昭和30年代には舞鶴市内に8館の映画館があったが徐々に減っていき、邦画専門だった舞鶴八千代館でも洋画を上映するようになった。
1981年12月20日には現在の鉄筋コンクリート造の建物に建て替えられ、スクリーン数は2スクリーンに増やされた。この頃に上映された薬師丸ひろ子主演の『セーラー服と機関銃』は、同時期封切の『レイダース/失われたアーク《聖櫃》』を上回る大入りだったという。2000年には3スクリーン目を増設。2008年には福知山市の福知山シネマを運営しているシマフィルムが舞鶴八千代館の運営会社となり、2010年と2011年には2台の3Dデジタル映写機が導入された。2012年3月には兵庫県豊岡市の豊岡劇場が一旦閉館したため（2014年12月再開館）、北近畿の映画館は一時舞鶴八千代館と福知山市の福知山シネマのみとなった。設立75周年を迎えた2013年3月には3代目のデジタル映写機が導入され、3スクリーンすべてがデジタルシネマ対応となった。
新型コロナウイルス感染症が流行し始めた2020年は、国が発した緊急事態宣言の影響で4月18日から5月22日まで臨時休業した。

## 「にのみやくん」の石像

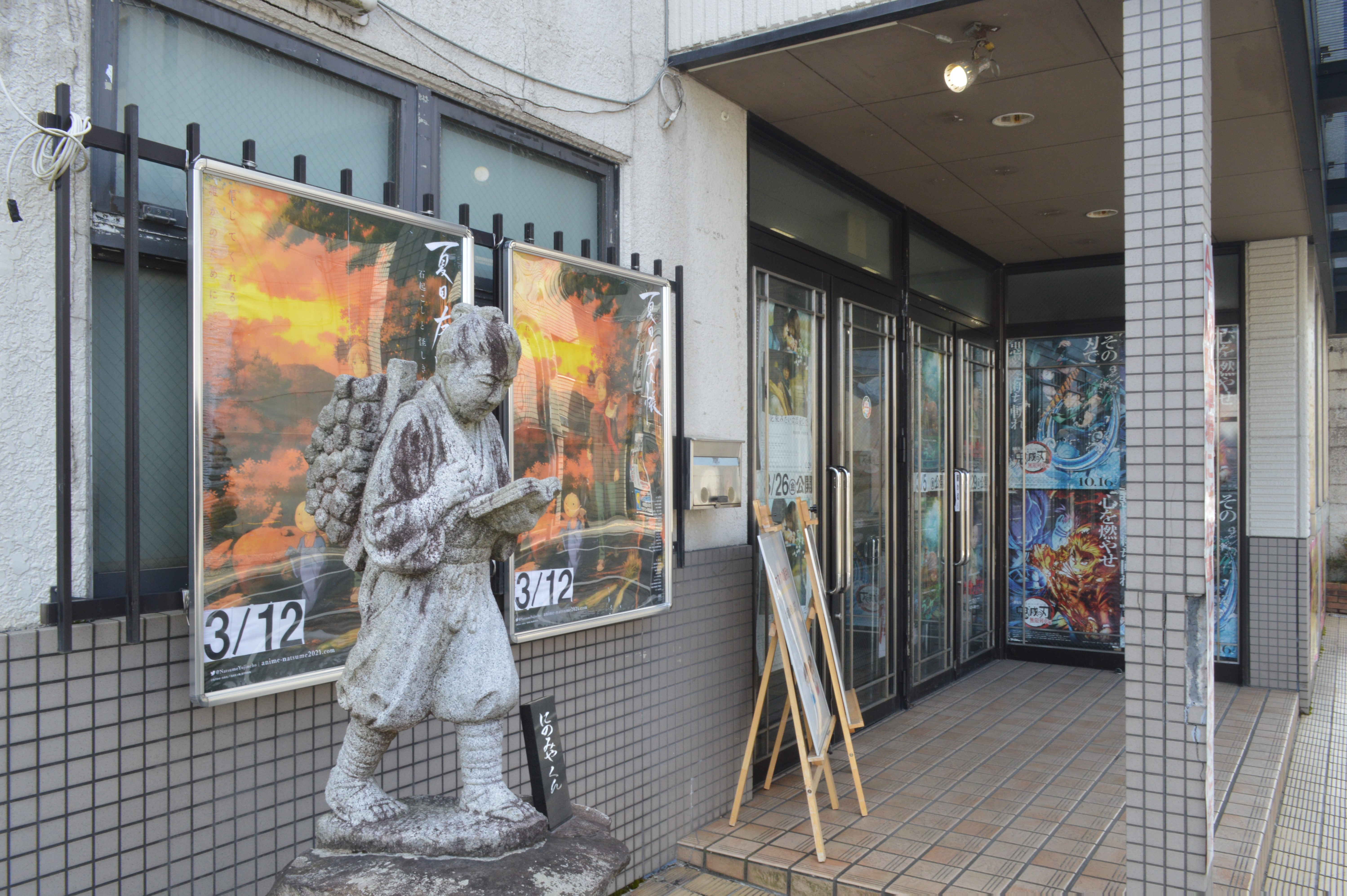
正面玄関左側に建つ“にのみやくん”の石像（2021年3月撮影）

劇場の正面玄関左側には、“にのみやくん”と称した二宮尊徳の石像（高さ150cm）が建っている。これは先述の野村が創業時、事業が成功した際に自らの戒めとするため、自宅の植え込みに建立したのが最初である。その後駐車場の整備により石像は人目に触れられないまま21世紀を迎えたが、先述のシマフィルムに譲渡された翌年の2009年7月18日にこの石像が再びお目見えされ、現在に至っている。